# Distretto di Santiago de Paucaray
Il distretto di Santiago de Paucaray è uno degli undici distretti della provincia di Sucre, in Perù. Si trova nella regione di Ayacucho e si estende su una superficie di 62,65 chilometri quadrati.

Istituito il 21 maggio 1962, ha per capitale la città di Santiago de Paucaray; nel censimento del 2005 contava 1.030 abitanti.